# Usaquén
Usaquén é uma localidade da cidade de Bogotá..